# Dualidad (teoría del orden)

Una retícula perimetral distributiva, y su dual

En el área matemática de la teoría del orden, cada conjunto parcialmente ordenado P da lugar a un conjunto parcialmente ordenado dual (también denominado opuesto) que a menudo se denota por Pop o Pd. Este orden dual Pop se define como el conjunto con el orden inverso, es decir, los x ≤ y se mantiene en Pop si y solo si los y ≤ x se mantiene en P. Es fácil ver que esta construcción, que se puede representar dando la vuelta al diagrama de Hasse de P, dará un conjunto parcialmente ordenado. En un sentido más amplio, también se dice que dos conjuntos parcialmente ordenados son duales si son doblemente isomorfos, es decir, si un conjunto parcialmente ordenado es ordernadamente isomorfo al dual del otro.
La importancia de esta simple definición proviene del hecho de que cada definición y teorema de la teoría del orden puede transferirse fácilmente al orden dual. Formalmente, este hecho es definido en el principio de dualidad para conjuntos ordenados:
Si un enunciado dado es válido para todos los conjuntos parcialmente ordenados, entonces su declaración dual, obtenida invirtiendo la dirección de todas las relaciones de orden y mediante la dualización de todas las definiciones teóricas de orden involucradas, también es válida para todos los conjuntos parcialmente ordenados.
Si una declaración o definición es equivalente a su dual, entonces se dice que es autodimensional. Téngase en cuenta que la consideración de órdenes duales es tan fundamental que a menudo ocurre implícitamente cuando se escribe ≥ para la orden dual de ≤ sin dar ninguna definición previa de este símbolo "nuevo".

## Ejemplos
Naturalmente, hay una gran cantidad de ejemplos para conceptos que son duales:
- Elemento mayor y menor
- Elemento maximal y minimal
- Elemento supremo e ínfimo (supremo ∨ e ínfimo ∧)
- Sección final
- Ideales y filtros
- Operador clausura y operador núcleo.

Los ejemplos de nociones que son autoduales incluyen:
- Ser un retículo (completo)
- Monotonicidad de funciones
- Distributividad de retículos, es decir, las redes para las que las condiciones ∀ x, y, z: x ∧ (y ∨ z) = (x ∧ y) ∨ (x ∧ z)  son exactamente aquellas condiciones para las que la declaración dual ∀ x, y, z:x ∨ (y ∧ z) = (x ∨ y) ∧ (x ∨ z)[1]
- Condición de álgebra booleana
- Condición de isomorfismo de orden.

Como los órdenes parciales son antisimétricos, los únicos que son autoduales son las relaciones de equivalencia.